# Iona Campagnolo

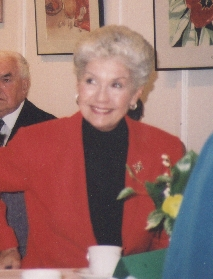
Iona Campagnolo

Iona Campagnolo, PC, OC, OBC (* 18. Oktober 1932 auf Galiano Island, British Columbia als Iona Hardy; † 4. April 2024) war eine kanadische Politikerin. Sie war von 1974 bis 1979 Abgeordnete des Unterhauses und gehörte dem Kabinett an. Von 2001 bis 2007 war sie Vizegouverneurin der Provinz British Columbia.

## Biografie
Campagnolo wuchs in Prince Rupert auf, wo sie als Radiomoderatorin zu arbeiten begann. Später moderierte sie auch Fernsehsendungen auf PBS. 1966 wurde sie in den Schulrat, sechs Jahre später in den Stadtrat von Prince Rupert gewählt. Als Kandidatin der Liberalen Partei nahm sie an der Unterhauswahl 1974 teil und gewann im Wahlbezirk Skeena. Premierminister Pierre Trudeau berief sie 1976 ins Kabinett, als Ministerin war sie für die Bereiche Amateursport und Fitness zuständig. Bei der Unterhauswahl 1979 verpasste sie die Wiederwahl knapp, bei der Unterhauswahl 1984 kandidierte sie nochmals ohne Erfolg.
Campagnolo wirkte in zahlreichen Nichtregierungsorganisationen als Vorstandsmitglied oder Direktorin. Dazu gehörten das North-South Institute, der Southern Africa Education Trust, das Internationale Zentrum für Menschenrechte und demokratische Entwicklung und das Nordamerikanische Arktis-Institut. Sie war auch Mitbegründerin des Fraser Basin Council. Von 1982 bis 1986 war sie Präsidentin der Liberalen Partei, was einer hauptsächlich administrativen Position entspricht. Von 1992 bis 1998 war sie Kanzlerin der University of Northern British Columbia.
Generalgouverneurin Adrienne Clarkson vereidigte Campagnolo am 21. September 2001 als Vizegouverneurin von British Columbia. Dieses repräsentative Amt übte sie bis zum 30. September 2007 aus, sie war die erste Frau in dieser Position.